# António Francisco da Costa

António Francisco da Costa im Rang eines Obersts der Kavallerie

António Francisco da Costa († 28. Februar 1924) war ein portugiesischer Kavallerieoffizier und Kolonialverwalter.

## Allgemein
Costa galt als hervorragender und eleganter Reiter mit äußerst angenehmem Charakter. Durch seine hervorragende Bildung und großen Loyalität gewann er die Gunst der königlichen Familie von Portugal, so dass Costa mehrfach am Hof seinen Dienst versah.

## Leben
Am 3. September 1867 trat Costa als Freiwilliger in die 2. Kavallerie ein. Am 21. Januar 1873 wurde er in der 1. Kavallerie zum Fähnrich und ersten Sargento befördert, am 8. August 1879 zum Leutnant. Ab dem 20. Dezember 1882 war Costa Feldadjutant des Brigadegenerals der  Kavallerie und ab dem 4. Januar 1883 Ordonnanzoffizier von Prinz Augusto, Herzog von Coimbra und Direktor der Kavallerietruppe. Am 31. Oktober 1884 folgte die Beförderung zum Hauptmann in der 9. Kavallerie. Am 19. März 1885 wurde Costa Ordonnanzoffizier von König Luís I. Als Carlos I., der spätere König, 1886 Amélie d’Orléans heiratete, diente Costa als Ordonnanzoffizier dem Vater der Braut, Louis Philippe, dem Grafen von Paris und französischen Thronfolger.
Vom 30. März 1887 bis zum 7. Dezember 1888 war Costa im Rang eines Majors Gouverneur der Kolonie Portugiesisch-Timor, wo er im August eintraf. Er übernahm das Amt vom Interimsgouverneur (Governador internio) António Joaquim Garcia. Amtsvorgänger Alfredo de Lacerda Maia war am 3. März von Moradores, einheimischen Soldaten, ermordet worden. Costa ging gegen die Aufständischen vor und leitete eine Untersuchung, die die Gründe der Revolte der Moradores klären sollte. Francisco Ferreira, der Sekretär des alten Gouverneurs, hatte in dessen Namen den Bogen überspannt. Schwieriger war festzustellen, wer Schuldiger oder nur Sündenbock war. Die Revolte lief noch bis 1890. Außerdem versuchte Costa, die militärische und administrative Kontrolle Portugals in der Kolonie auszuweiten, unter anderem durch ein effektiveres System zur Steuereintreibung, womit die Kolonialverwaltung die Wut der Liurais (timoresische Kleinkönige) auf sich zog. Weitere Revolten waren die Folge. Costa kehrte vorzeitig von seinem Posten und wurde Feldadjutant des Prinzen Alfons Heinrich von Portugal.
Am 26. April 1890 wurde Costa Feldadjutant von Prinz Alfonso und am 2. August 1894 von König Carlos I. Am 4. August folgte die Beförderung Costas zum Major. Schließlich wurde er am 15. Juni 1899 Chef des Generalstabes der Obersten Armeeleitung und am 29. September 1899 Oberstleutnant. Nach dem Tod von Mouzinho de Albuquerque wurde Costa sogar mit der Erziehung von Luís Filipe, dem Kronprinzen beauftragt. Am 1. September 1902 erfolgte die Beförderung zum Oberst. Luís Filipe starb zusammen mit seinem Vater 1908 bei einem Attentat.
Am 26. Oktober 1910 ging Costa als Brigadegeneral nach Ausrufung der Republik in den Ruhestand.

## Familie
António Francisco da Costa war väterlicherseits der Onkel vom Kavallerieoffizier Eduardo da Costa (1865–1907), der unter anderem Gouverneur von Mosambik und Angola war.

## Auszeichnungen
- Ritter des Ritterordens unserer lieben Frau von Vila Viçosa am 25. Mai 1890
- Offizier des Königlichen Ritterorden von Avis am 11. Januar 1895
- Verdienstkreuz 2. Klasse der Spanischen Militär-Verdienstorden „O.E.“ Nr. 9, 2. Serie vom 14. April 1902.
- Kommandeur der Königlichen Ritterorden von Avis am 1. Januar 1903.
- Komtur des Christusordens 14. Mai 1919